# أعماق الرغبة (مسلسل)
أعماق الرغبة مسلسل تلفزيوني عراقي، من إخراج محمد يوسف الجنابي، وتأليف صباح عطوان.

## الممثلون
- طه سالم.
- سوسن شكري.
- سامي قفطان.
- فاضل قزاز.
- خليل عبد القادر.
- فوزية حسن.